# De brutas, nada
De brutas, nada es una serie web mexicana de comedia y drama producida por Sony Pictures Television a partir de un guion de Isabella Santodomingo, creadora de Los caballeros las prefieren brutas. Las grabaciones de la serie comenzaron el 5 de septiembre de 2019. Está protagonizada por Tessa Ía y Christian Vázquez en los roles principales, junto a Marimar Vega, José Pablo Minor, Carolina Ramírez, Oswaldo Zárate, Julián Román y Diana Bovio.
La primera temporada que consta de 9 episodios, se encuentra disponible desde el 6 de noviembre de 2020 en streaming a través de Prime Video, mientras que la segunda se lanzó el 15 de enero de 2021 con un total de 11 episodios. Y finalmente la tercera temporada estrenada el 16 de enero de 2023 con un total de 10 episodios.

## Reparto

### Reparto principal
- Tessa Ía como Cristina Oviedo
- Christian Vázquez como Alejandro Montero
- Marimar Vega como Esther Duarte
- José Pablo Minor como Rodrigo Flores
- Carolina Ramírez como Hannah Larrea
- Oswaldo Zárate como Miguel Sánchez (Temporada 1 y 2)
- Julián Román como Guillermo Robles
- Diana Bovio como Graciela Oviedo

### Reparto recurrente
- Gonzalo García Vivanco como Eduardo Cárdenas (Temporada 1 y 2)
- Lukas Urkijo como Camilo Robles Oviedo (Temporada 1-3)
- Lucía Toro como Sofía Robles Oviedo (Temporada 1-3)
- Carmenza González  como Doña Martha "Marthica" (Temporada 1-3)
- Natalia Giraldo como Leticia "Letty" Flores (Temporada 1-3)
- Biassini Segura como Álvaro "Álvarito" (Temporada 1 y 2)
- Cynthia Alesco como Lorena (Temporada 1)
- Mauricio Islas como Mauricio (Temporada 1)
- Andrés Parra como Gabriel Diaz (Temporada 1)
- Carlos Torres como Julio Medina (Temporada 2)
- Julián Gil como Gurú (Temporada 2)
- Gregorio Urquijo como Enrique "Kike" Arellano (Temporada 2)
- Horacio Pancheri como David Ibarra (Temporada 2 y 3)
- Monica Dionne como Emma De Oviedo (Temporada 2 y 3)
- Omar Fierro como Federico Oviedo (Temporada 2 y 3)
- Ángel de Miguel como Roger (Temporada 3)
- Sara Juárez como Sara (Temporada 3)
- Carlos Ferro como Ismael (Temporada 3)
- Javier Oliván como Nacho (Temporada 3)
- Madame Récamier como Amy (Temporada 3)
- Ximena Rubio como Lucía (Temporada 3)

## Episodios

### Temporadas
| Temporada | Temporada | Episodios | Episodios | Lanzamiento original   | Lanzamiento original   |
| --------- | --------- | --------- | --------- | ---------------------- | ---------------------- |
|           | 1         | 9         | 9         | 6 de noviembre de 2020 | 6 de noviembre de 2020 |
|           | 2         | 11        | 11        | 15 de enero de 2021    | 15 de enero de 2021    |
|           | 3         | 10        | 10        | 17 de enero de 2023    | 17 de enero de 2023    |

### Primera temporada
| N.º | Título                | Fecha de lanzamiento original |
| --- | --------------------- | ----------------------------- |
| 1   | «El Roomie»           | 6 de noviembre de 2020        |
| 2   | «El día que no fue»   | 6 de noviembre de 2020        |
| 3   | «Yo puedo sola»       | 6 de noviembre de 2020        |
| 4   | «Corazones rotos»     | 6 de noviembre de 2020        |
| 5   | «Amigos con derechos» | 6 de noviembre de 2020        |
| 6   | «¿Celosa yo?»         | 6 de noviembre de 2020        |
| 7   | «El beso»             | 6 de noviembre de 2020        |
| 8   | «La incómoda verdad»  | 6 de noviembre de 2020        |
| 9   | «Lo que pasó anoche»  | 6 de noviembre de 2020        |

### Segunda temporada
| N.º | Título                             | Fecha de lanzamiento original |
| --- | ---------------------------------- | ----------------------------- |
| 1   | «Retiro de paz»                    | 15 de enero de 2021           |
| 2   | «Sexo, mentiras y sin video»       | 15 de enero de 2021           |
| 3   | «Reglas de convivencia»            | 15 de enero de 2021           |
| 4   | «Double Date»                      | 15 de enero de 2021           |
| 5   | «La inauguración»                  | 15 de enero de 2021           |
| 6   | «Terrible destiempo»               | 15 de enero de 2021           |
| 7   | «Gente de más»                     | 15 de enero de 2021           |
| 8   | «El deseo de cumpleaños»           | 15 de enero de 2021           |
| 9   | «Sexo, libros y niños»             | 15 de enero de 2021           |
| 10  | «Nada oculto bajo el sol»          | 15 de enero de 2021           |
| 11  | «Las que pueden y la que no puede» | 15 de enero de 2021           |

### Tercera temporada
| N.º | Título                 | Fecha de lanzamiento original |
| --- | ---------------------- | ----------------------------- |
| 1   | «Todos Somos Uno»      | 16 de enero de 2023           |
| 2   | «Madre Hay Una Sola»   | 17 de enero de 2023           |
| 3   | «Un Shot de Realidad»  | 17 de enero de 2023           |
| 4   | «El Shock»             | 17 de enero de 2023           |
| 5   | «Me, Myself and I»     | 17 de enero de 2023           |
| 6   | «Freedom»              | 17 de enero de 2023           |
| 7   | «De Vuelta al Mercado» | 17 de enero de 2023           |
| 8   | «Mariposa Traicionera» | 17 de enero de 2023           |
| 9   | «Amor a la Mexicana»   | 17 de enero de 2023           |
| 10  | «What is Love»         | 17 de enero de 2023           |